# (466258) 2013 JJ42
(466258) 2013 JJ42 es un asteroide perteneciente al cinturón de asteroides, descubierto el 11 de abril de 2013 por el equipo Spacewatch desde el Observatorio Nacional de Kitt Peak (Arizona, Estados Unidos).